# أوتورمن جيرفي
64°39′N 027°05′E / 64.650°N 27.083°E
أوتورمن جيرفي هي بحيرة متوسطة الحجم تقع في بلدية فال، في فنلندا.حيث أنها تنتمي إلى منطقة مستجمعات المياه الرئيسية أولويوكي.

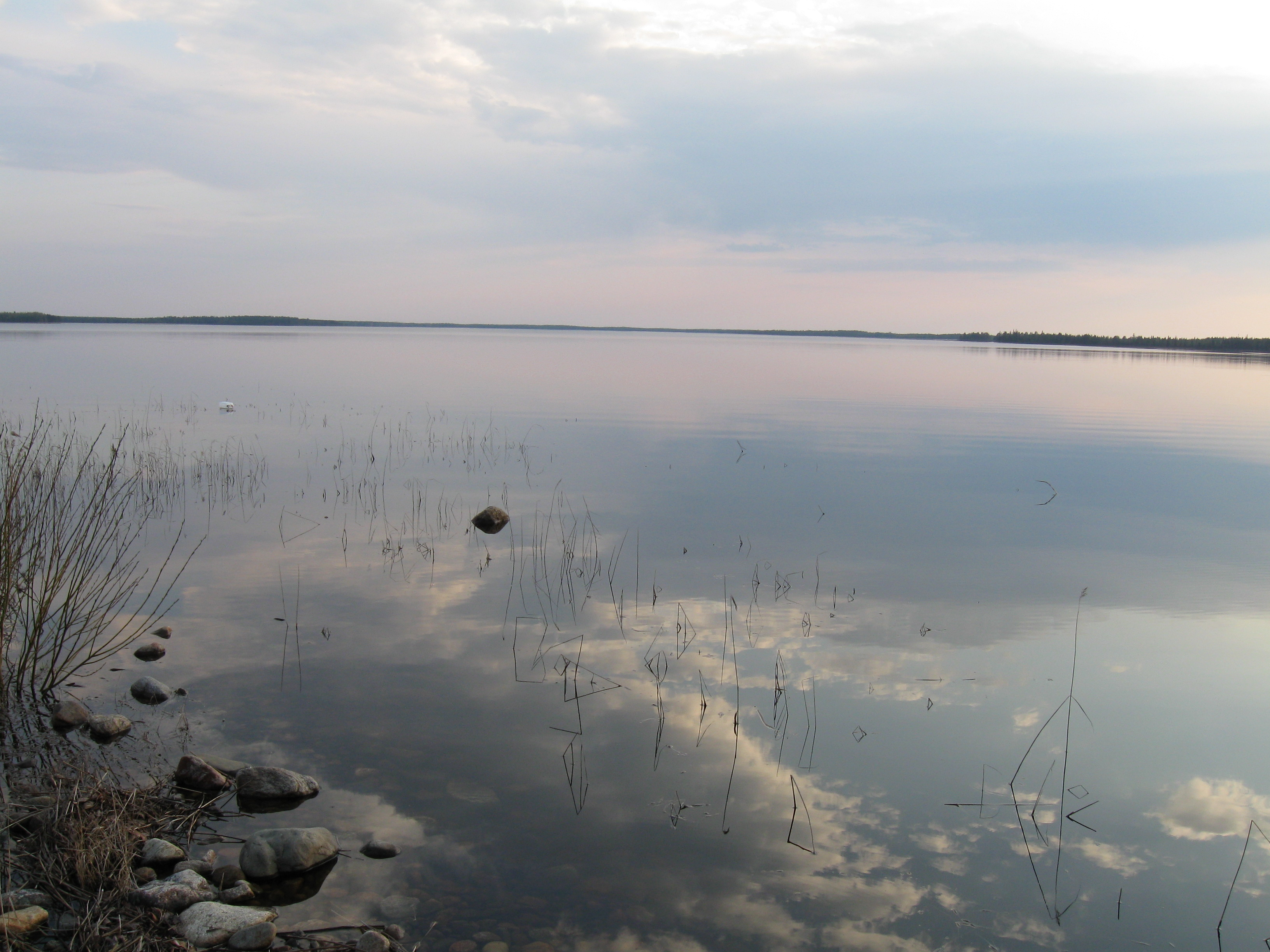
بحيرة أوتورمن جيرفي